# Giarole
Giarole je italská obec v provincii Alessandria v oblasti Piemont.
K 31. prosinci 2010 zde žilo 743 obyvatel.

## Sousední obce
Mirabello Monferrato, Occimiano, Pomaro Monferrato, Valenza